# 上林政重
上林 政重（かんばやし まさしげ）は、安土桃山時代の武将、茶師。

## 略歴
上林氏は丹波国の土豪・赤井氏の一族で、祖父の代に何鹿郡上林庄に住んで苗字としたというが、また山城国宇治とも関連が深かった。父・久重は北近江浅井氏に、兄・久茂は織田信長に仕えたが、自身は元亀2年（1571年）より徳川家康に仕えた。三河額田郡土呂に100石を与えられ、松平親宅と共に三河一向一揆依頼衰退していた土呂市と土呂茶栽培の支配を任されている。天正12年（1584年）小牧・長久手の戦いでは首級2を獲る武功を立て、岡崎の奉行となった。天正18年（1590年）兄の領する宇治に移り住んで茶畑を賜り、以後は兄と共に製茶業に携わった。茶道は千利休に学んだという。慶長3年（1598年）豊臣秀吉が死去すると、榊原康政とともに伏見城の家康に復命した。慶長5年（1600年）伏見城の戦いでは騎兵13と足軽132人を率いて籠城に加わる。茶筅を馬印に、茜染めの布を鉢巻として戦ったが、太鼓郭の戦闘で鈴木善八郎に討たれた。嫡子・政信は高野山に隠れた後、戦後に家康から家督継承を認められた。